# Ветрянка (Черновицкая область)
Ве́трянка (укр. Вітрянка) — село в Сокирянской городской общине Днестровского района Черновицкой области Украины.

## История
В июле 1995 года Кабинет министров Украины утвердил решение о приватизации находившегося здесь совхоза.
Население по переписи 2001 года составляло 1242 человека.
До 2020 года входило в Сокирянский район.